# Frank Feltscher
Frank Feltscher Martínez (Bülach, Distrito de Bülach, Suiza; 17 de mayo de 1988) es un exfutbolista suizo-venezolano que jugaba como centrocampista.
Es hermano de Rolf Feltscher y hermanastro de Mattia Desole, ambos futbolistas profesionales.

## Biografía
Nacido en Suiza de padre suizo y madre venezolana. Frank, clasifica su niñez como bella ya que tenía una familia unida y nunca faltaba comida ni amor. Su madre, Zaida Martínez, fue quien le inculcó cualidades venezolanas. Mientras que su padrastro les inyectó la pasión por el fútbol. De pequeño practicaba snowboard, kickboxing y fútbol en los tres era destacado, pero a los once años se decantó completamente por el balompié.
Cuando sus padres se separaron, la madre se marcha a Caracas con Frank y su hermano Rolf con nueve y siete años, respectivamente. Estuvieron ahí desde 1997 hasta 2000. Estudiaron y jugaron fútbol en el Colegio Humboldt. Vivían con su madre, su padrastro y abuela. En esta época obtuvieron la nacionalidad venezolana. Cuando regresaron a Suiza, Venezuela era su destino vacacional. A los quince años, cuando fue a Italia a jugar con el Olbia Calcio, jugaba escasamente y Frank dudaba de su futuro como futbolista profesional.

### Grasshoppers
El 3 de diciembre de 2006 debutó en la Super Liga Suiza en la jornada 17 contra el BSC Young Boys con derrota de 1-2, disputando 44 minutos del segundo tiempo.
El 14 de diciembre de 2006 debutó en la Copa de la UEFA 2006-07 contra el Sporting Clube de Braga con derrota de 0-2, disputando 5 minutos del segundo tiempo.
En total en la Super Liga Suiza 2006-07 disputó 4 partidos 2 de titular jugando 161 minutos. En la Copa de la UEFA 2006-07 solo disputó 1 partido jugando 5 minutos. En la 2006-07 también disputó 7 partidos amistosos.
El 20 de octubre de 2007 debutó en la Copa Suiza contra el FC Winterthur con victoria de 3-2, disputando 69 minutos.
El 9 de diciembre de 2007 marcó su primer gol con el Grasshopper en la Super Liga Suiza contra el FC Zürich disputando los 90 minutos y marcando el gol en el minuto 55' dándole la victoria a su equipo.
En total en la Super Liga Suiza 2007-08 disputó 16 partidos 8 de titular marcando 2 goles y jugando 1092 minutos. En la 2007-08 también disputó 10 partidos amistosos.

### Bellinzona
En febrero de 2009 el Unione Sportiva Lecce cedió a Frank hasta junio del mismo año al equipo AC Bellinzona de Suiza, otorgándole la camiseta con el número 28.
El 21 de febrero de 2009 debutó con el AC Bellinzona contra el FC Vaduz con derrota de 0-1, disputando 15 minutos del segundo tiempo. En las dos temporadas que jugó con el Bellinzona disputó un total de 4342 minutos, acompañado de nueve goles.

### Grasshoppers
Llega al Grasshopper en julio de 2011. En la temporada 2011/2012 jugó 34 partidos, entre estos cuatro fueron entrando desde el banquillo, anotó 4 goles y recibió 6 tarjetas amarillas. En la actual campaña perdió la titularidad y lo utilizan como recambio habitual. El 10 de noviembre de 2012, logró marcar tres goles en el partido de la Copa Suiza 2012 ante Vallemaggia que terminó con resultado favorable de 6-0. El 20/05/2013 logra su primer título con Grasshoppers Zürich ganadoles 4-3 en los penales al FC Basel en la final de la Copa Suiza y terminó siendo el goleador de esta con 8 goles y 2 asistencias.

### Aarau
El jugador venezolano, Frank Feltscher pactó con el FC Aarau de la primera división de Suiza por las próximas dos temporadas. Este será el cuarto club con el que juega el mayor de los hermanos Feltscher.
El internacional vinotinto repartió dos asistencias y anotó un gol en los 590 minutos que disputó con su exequipo en la campaña 2013-2014. Cabe destacar que el FC Aarau es el antiguo club de su compañero de selección, Alexander González.

## Selección nacional

### Selección suiza
Inició en el Campeonato Europeo sub-19 del 2007.

#### Campeonato europeo sub-19
| Europeo Sub-19      | Sede      | Resultado            | PJ | Goles |
| ------------------- | --------- | -------------------- | -- | ----- |
| Europeo Sub-19 2007 | Eslovenia | Ronda clasificatoria | 3  | 0     |

### Selección venezolana
Fue convocado por la selección de fútbol de Venezuela para un amistoso contra Argentina pautado para el 2 de septiembre de 2011 realizado en India. Debutó en dicho partido jugando como segunda punta y acompañaba a Salomón Rondón. Realizó un buen juego siendo el primer referente ofensivo. No obstante su hermano Rolf Feltscher al verse presionado por su técnico, Franco Colomba, y el jugador argentino y compañero de equipo, Hernán Crespo, Rolf finalmente decidió no acudir a la convocatoria.
Debutó en partido oficial el 7 de octubre de 2011 entrando en el segundo tiempo en la derrota de Venezuela ante Ecuador 2 tantos a 0, de igual forma el 11 de octubre de 2011, jugó en la segunda fecha de las eliminatorias mundialistas de la Conmebol, en la histórica victoria de Venezuela ante Argentina, entrando en el minuto '75 por Salomón Rondón. Realizó su primer gol con la camiseta de Venezuela el 11 de noviembre de 2011 anotando al minuto '79 ante Colombia, sacando un valioso empate como visitante.
El 14 de noviembre de 2012, anotó el gol número 300 de la Selección nacional de fútbol de Venezuela ante Nigeria en el Marlins Park con resultado desfavorable de 1-3.

## Clubes
| Club               | País      | Año         |
| ------------------ | --------- | ----------- |
| Grasshoppers       | Suiza     | 2006 - 2008 |
| Bellinzona         | Suiza     | 2009 - 2011 |
| Grasshoppers       | Suiza     | 2011 - 2014 |
| Aarau              | Suiza     | 2014 - 2015 |
| AEL Limassol       | Chipre    | 2015 - 2016 |
| Debreceni Vasutas  | Hungría   | 2017        |
| Zulia              | Venezuela | 2017 - 2019 |
| Águilas Doradas    | Colombia  | 2019 - 2020 |
| Atlético Venezuela | Venezuela | 2020 - 2021 |
| F.C. Tuggen        | Suiza     | 2021 - 2022 |

## Estadísticas

### Clubes
| Club                        | Temporada           | Liga  | Liga  | Copa Nacional | Copa Nacional | Copa Internacional | Copa Internacional | Total | Total |
| Club                        | Temporada           | Part. | Goles | Part.         | Goles         | Part.              | Goles              | Part. | Goles |
| --------------------------- | ------------------- | ----- | ----- | ------------- | ------------- | ------------------ | ------------------ | ----- | ----- |
| Grasshoppers · Suiza        | 2006/07             | 4     | 0     | -             | -             | -                  | -                  | 4     | 0     |
| Grasshoppers · Suiza        | 2007/08             | 21    | 2     | -             | -             | -                  | -                  | 21    | 2     |
| Grasshoppers · Suiza        | 2011/12             | 32    | 4     | 2             | 0             | -                  | -                  | 34    | 4     |
| Grasshoppers · Suiza        | 2012/13             | 34    | 1     | 4             | 7             | -                  | -                  | 38    | 8     |
| Grasshoppers · Suiza        | 2013/14             | 20    | 1     | 3             | 0             | 3                  | 0                  | 26    | 1     |
| Grasshoppers · Suiza        | Total               | 111   | 8     | 9             | 7             | 3                  | 0                  | 123   | 15    |
| Grasshoppers ll · Suiza     | 2006/07             | 21    | 0     | -             | -             | -                  | -                  | 21    | 0     |
| Grasshoppers ll · Suiza     | 2007/08             | 9     | 1     | -             | -             | -                  | -                  | 9     | 1     |
| Grasshoppers ll · Suiza     | Total               | 30    | 1     | 0             | 0             | 0                  | 0                  | 30    | 1     |
| Bellinzona · Suiza          | 2008/09             | 15    | 0     | -             | -             | -                  | -                  | 15    | 0     |
| Bellinzona · Suiza          | 2009/10             | 27    | 3     | 2             | 1             | -                  | -                  | 29    | 4     |
| Bellinzona · Suiza          | 2010/11             | 34    | 6     | 3             | 1             | -                  | -                  | 37    | 7     |
| Bellinzona · Suiza          | Total               | 76    | 9     | 5             | 2             | 0                  | 0                  | 81    | 11    |
| Aarau · Suiza               | 2014/15             | 21    | 1     | -             | -             | -                  | -                  | 21    | 1     |
| Aarau · Suiza               | Total               | 21    | 1     | 0             | 0             | 0                  | 0                  | 21    | 1     |
| AEL Limassol Chipre         | 2015/16             | 23    | 2     | 4             | 0             | -                  | -                  | 27    | 2     |
| AEL Limassol Chipre         | Total               | 23    | 2     | 4             | 0             | 0                  | 0                  | 27    | 2     |
| Debreceni Vasutas · Hungría | 2017                | 12    | 1     | -             | -             | -                  | -                  | 12    | 1     |
| Debreceni Vasutas · Hungría | Total               | 12    | 1     | 0             | 0             | 0                  | 0                  | 12    | 1     |
| Zulia FC · Venezuela        | 2018                | 29    | 8     | 6             | 0             | -                  | -                  | 35    | 8     |
| Zulia FC · Venezuela        | 2019                | 36    | 13    | 4             | 0             | 8                  | 1                  | 48    | 14    |
| Zulia FC · Venezuela        | Total               | 65    | 21    | 10            | 0             | 8                  | 1                  | 83    | 22    |
| Águilas Doradas · Colombia  | 2020                | 2     | 0     | -             | -             | -                  | -                  | 2     | 0     |
| Águilas Doradas · Colombia  | Total               | 2     | 0     | 0             | 0             | 0                  | 0                  | 2     | 0     |
| Total en su carrera         | Total en su carrera | 340   | 43    | 28            | 9             | 11                 | 1                  | 379   | 53    |

### Selección[2]
| Selección         | Año               | Amistosos | Amistosos | Eliminatorias Mundialistas | Eliminatorias Mundialistas | Copa Mundial | Copa Mundial | Eurocopa | Eurocopa | Total | Total |
| Selección         | Año               | PJ        | G         | PJ                         | G                          | PJ           | G            | PJ       | G        | PJ    | G     |
| ----------------- | ----------------- | --------- | --------- | -------------------------- | -------------------------- | ------------ | ------------ | -------- | -------- | ----- | ----- |
| Suiza Sub-21      | 2011              | --        | --        | --                         | --                         | --           | --           | 10       | 3        | 10    | 3     |
| Suiza Sub-21      | Total Suiza       | --        | --        | --                         | --                         | --           | --           | 10       | 3        | 10    | 3     |
| Venezuela Mayores | 2011              | 2         | 0         | 4                          | 1                          | --           | --           | --       | --       | 6     | 1     |
| Venezuela Mayores | 2012              | 3         | 1         | 2                          | 0                          | --           | --           | --       | --       | 5     | 1     |
| Venezuela Mayores | 2013              | --        | --        | 2                          | 0                          | --           | --           | --       | --       | 2     | 0     |
| Venezuela Mayores | 2014              | 1         | 0         | --                         | --                         | --           | --           | --       | --       | 1     | 0     |
| Venezuela Mayores | Total Venezuela   | 6         | 1         | 8                          | 1                          | --           | --           | --       | --       | 14    | 2     |
| Consolidado Total | Consolidado Total | 6         | 1         | 8                          | 1                          | 0            | 0            | 10       | 3        | 24    | 5     |

### Hat-tricks
Partidos en los que anotó tres o más goles:
| 1 | 10 de noviembre de 2012 | Estadio del Lido, Locarno | Vallemaggia - Grasshopper |  | 0 - 6 | Copa Suiza 2012-13 |

## Palmarés

### Campeonatos nacionales
| Título              | Club            | País      | Año  |
| ------------------- | --------------- | --------- | ---- |
| Copa Suiza          | Grasshoppers    | Suiza     | 2013 |
| Supercopa de Chipre | AEL Limassol FC | Chipre    | 2015 |
| Copa Venezuela      | Zulia           | Venezuela | 2018 |